# Дигитална телевизија
Дигитална телевизија представља емитовање телевизијског програма у HD или Full HD резолуцији. Ова врста програма има знатно бољи квалитет од аналогних сигнала. Већина земаља користи дигиталне ТВ сигнале. У време свог развоја сматрана је за иновативан напредак и представљала је прву значајну еволуцију у телевизијској технологији од телевизије у боји из 1950-их.
Дигитализација медија представља процес који се развијао деведесетих година прошлог вијека и наставио у новом миленијуму. Укидање аналогног сигнала није била самостална одлука појединачних земаља, већ обавеза преузета кроз ITU GE06 споразум. Та конвенција је поставила глобални стандард за дигитализацију телевизије и обавезала државе да у одређеном року заврше прелазак (17. јун 2015. године). Споразум је усвојен 2006. године у Женеви на свјетског конференцији за радио комуникације.
Дигитализација још увијек није завршена у читавом свијету, али све земље напредују ка потпуној дигитализацији медија и медијског садржаја.

## Дигитализација медија у Србији
Дигитализација медија у Србији је почела 2012. године и успјешно је завршена 7.6.2015. године.
Водећа улога у поступку дигитализације је дата РТС-у, који имао за циљ да постигне већу гледаност на дигиталном тржишту тако што ће повећати број специјализованих програма.
Ослобађањем фреквенцијског спектра, познатог као „дигитални дивиденд“, омогућен је даљи развој телекомуникационе инфраструктуре, укључујући брже мобилне мреже. Платформа за бесплатно земаљско емитовање, у оквиру првог мултиплекса (MUX 1), садржи програме јавног сервиса и других националних емитера. MUX 1 (пун назив: Мултиплекс 1) представља основну дигиталну платформу за бесплатно земаљско емитовање телевизијског програма у Србији, насталу у оквиру процеса дигитализације телевизијског сигнала. Он омогућава пренос више ТВ канала на једној фреквенцији.
Нове услуге омогућене увођењем дигиталне телевизије, као и кроз дигиталну дивиденду, су: 
1. комуникационе     услуге,     и то бежичне широкопојасне услуге, пренос мултимедијалних и видео     апликација до покретних, мобилних и фиксних монитора и услуге јавне     сигурности, као што су услуге у случају опасности;
2. информационе     услуге,     и то богатији програмски садржаји из специјализованих области (политика, историја, дјечји програм, спорт) и побољшани електронски водич кроз програме, много     бржи и интерактивнији од обичног телетекста, који омогућава приступ свим     сервисима дигиталне телевизије и који ће представљати основни инструмент     грађанима за навигацију кроз целокупну понуду услуга;
3. интерактивне     услуге     – интерактивна телевизија представља двосмјеран ток информација, који     омогућава комуникацију гледаоца и емитера и скуп дигиталних услуга као што     су електронска трговина, електронско     банкарство,     интерактивне игре и квизови, информације на захтјев, видео на захјтев, интернет     сервис, читање и слање електронске поште, клађење и гласање.[5]

Завршетком преласка на дигитално емитовање 2015. године, створени су услови за развој телекомуникација и ефикасније коришћење фреквенцијског спектра.

## Дигитализација медија у региону
Дигитализација медија на Балкану је текла сличним корацима као и у Србији. У посљедњој деценији, земље Балкана су се суочиле са изазовним, али неопходним процесом дигитализације медија. 
Дигитализација медија у Хрватској је почела 1997. године, када су се програми ХРТ-а емитовали коришћењем дигиталне технике. Потпуна дигитализације ХРТ-а се десила 26. 10. 2010. године. Као званичан датум за прекид аналогног сигнала се узима 20.11.2010.
Дигитализација медија у Словенији је почела 2007. године када је влада Словеније одобрила тестирање дигиталног сигнала у Љубљани. Прелазак са аналогног сигнала је завршен 1. 12. 2010. године. Радио телевизија Словеније је процес дигитализације започела 1999. године.
Црна Гора је процес дигитализације медија започела 2008. године и званично угасила аналогни сигнал 17. 6. 2015. године.
Сјеверна Македонија је процес дигитализације медија започела у новембру 2009. године а завршила 1. јуна 2013. године.
Процес дигитализације медија је Босна и Херцеговина започела 2009. године и још увијек није у потпуности спроведен. Према најновијим информацијама се комплетна дигитализација очекује средином 2025. године.